# Isoperla retroloba
Isoperla retroloba är en bäcksländeart som beskrevs av Wu, C.F. 1938. Isoperla retroloba ingår i släktet Isoperla och familjen rovbäcksländor. Inga underarter finns listade i Catalogue of Life.